# Sabulodes rotundata
Sabulodes rotundata är en fjärilsart som beskrevs av Paul Dognin 1918. Sabulodes rotundata ingår i släktet Sabulodes och familjen mätare. Inga underarter finns listade.